# Liste der Wappen mit dem märkischen Adler
Die Liste der Wappen mit dem märkischen Adler zeigt die Wappen, die den Märkischen Adler, auch askanischer oder brandenburgischer Adler genannt, im Schild führen. (Siehe auch Adler (Wappentier)#Brandenburgischer Adler (Märkischer Adler))

## Länder

Brandenburg
Mecklenburg- Vorpommern

## Landkreise/Ämter

Barnim
Bayreuth
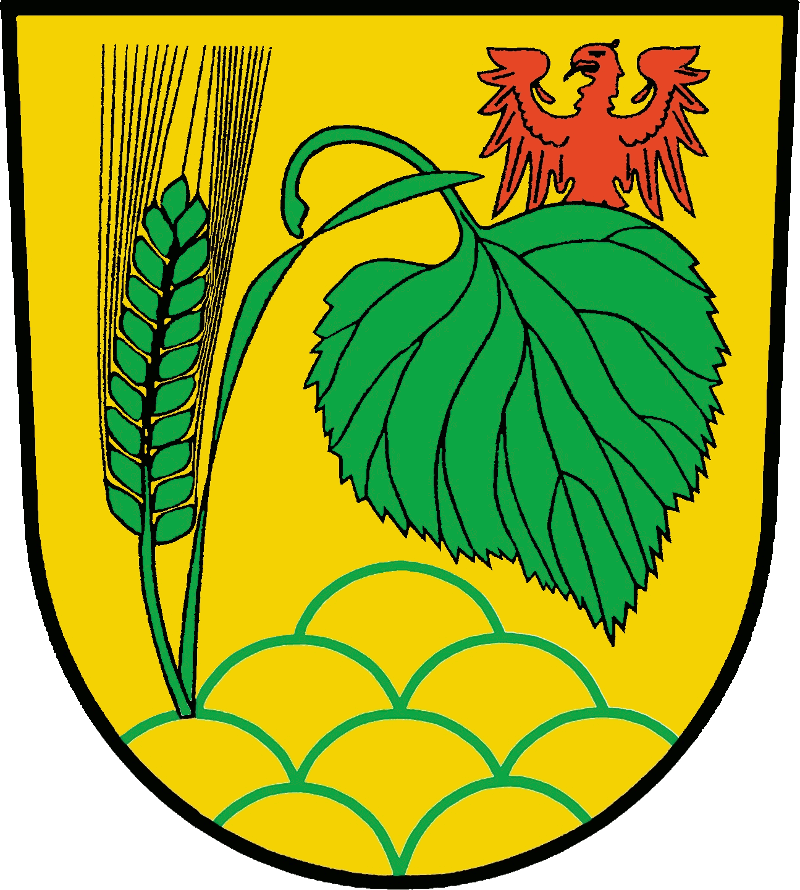
Amt Biesenthal-Barnim
Dahme-Spreewald
Eichsfeld
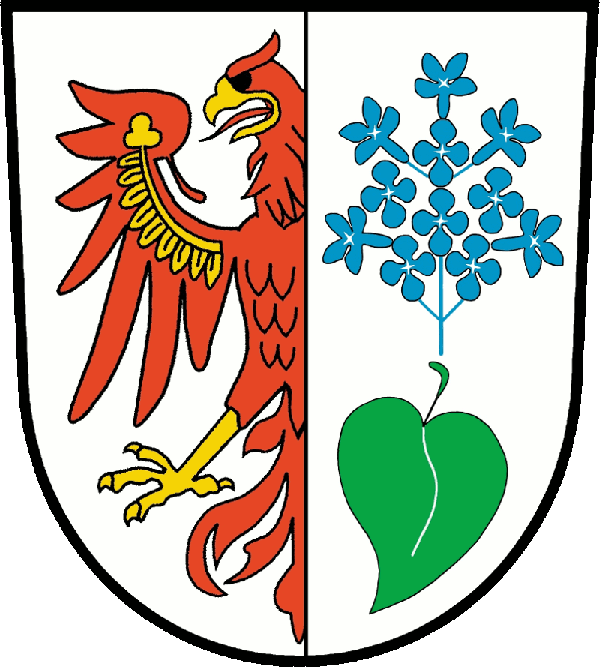
Amt Friesack
Fürth
Havelland
Märkisch-Oderland
Münchberg (1939–1972)
Naila (1939–1972)
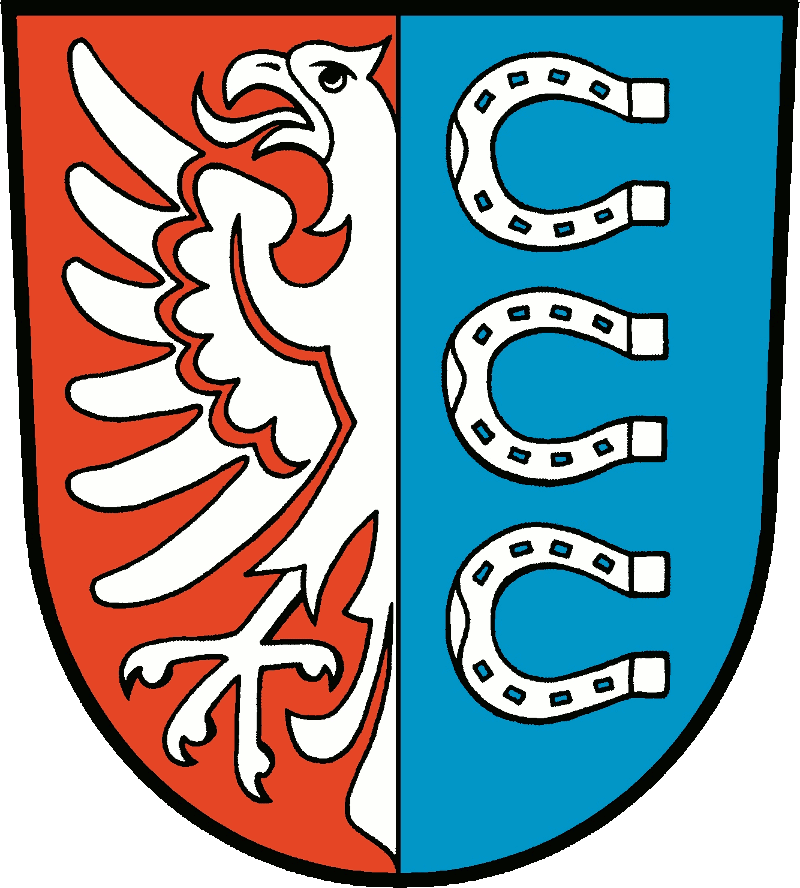
Amt Neustadt (Dosse)
Oberhavel
Potsdam-Mittelmark
Salzwedel
Stendal
Teltow-Fläming
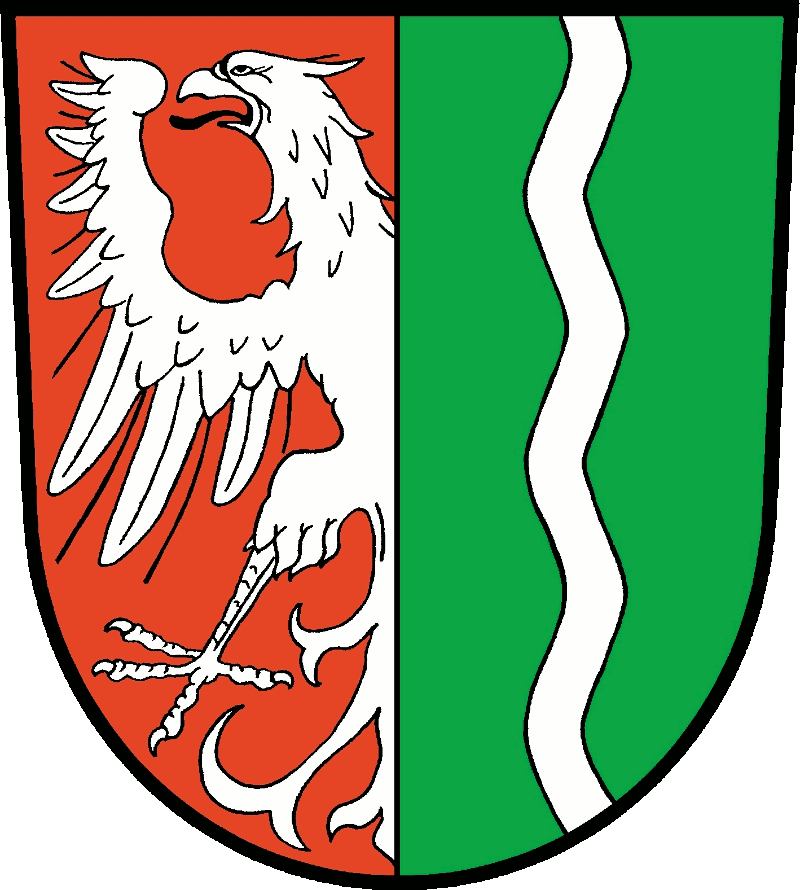
Amt Temnitz
Uckermark
Uecker-Randow

## Städte

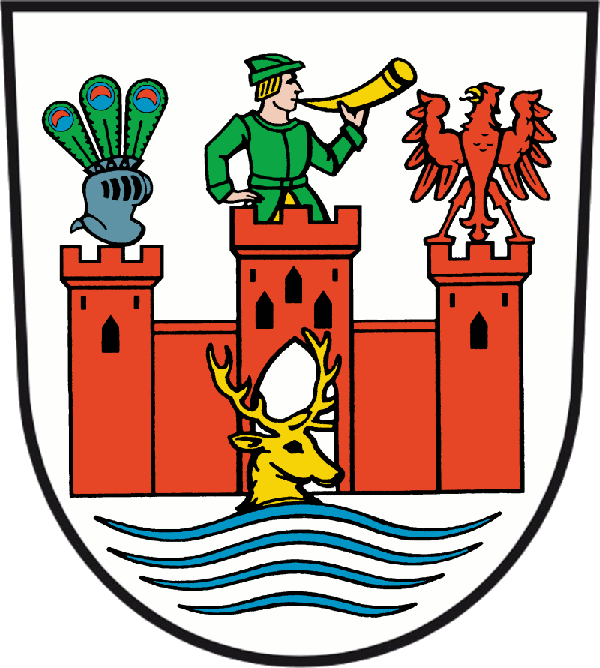
Angermünde
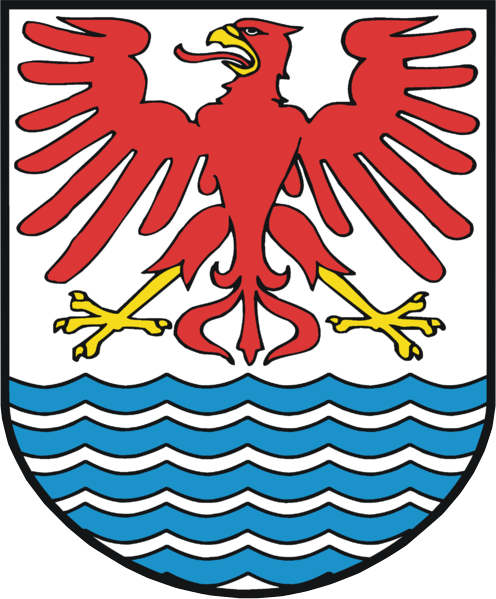
Arendsee (Altmark)
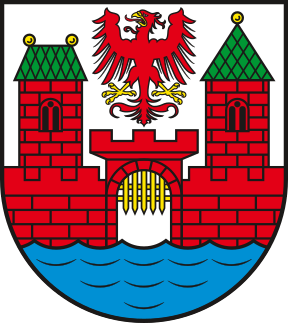
Arneburg
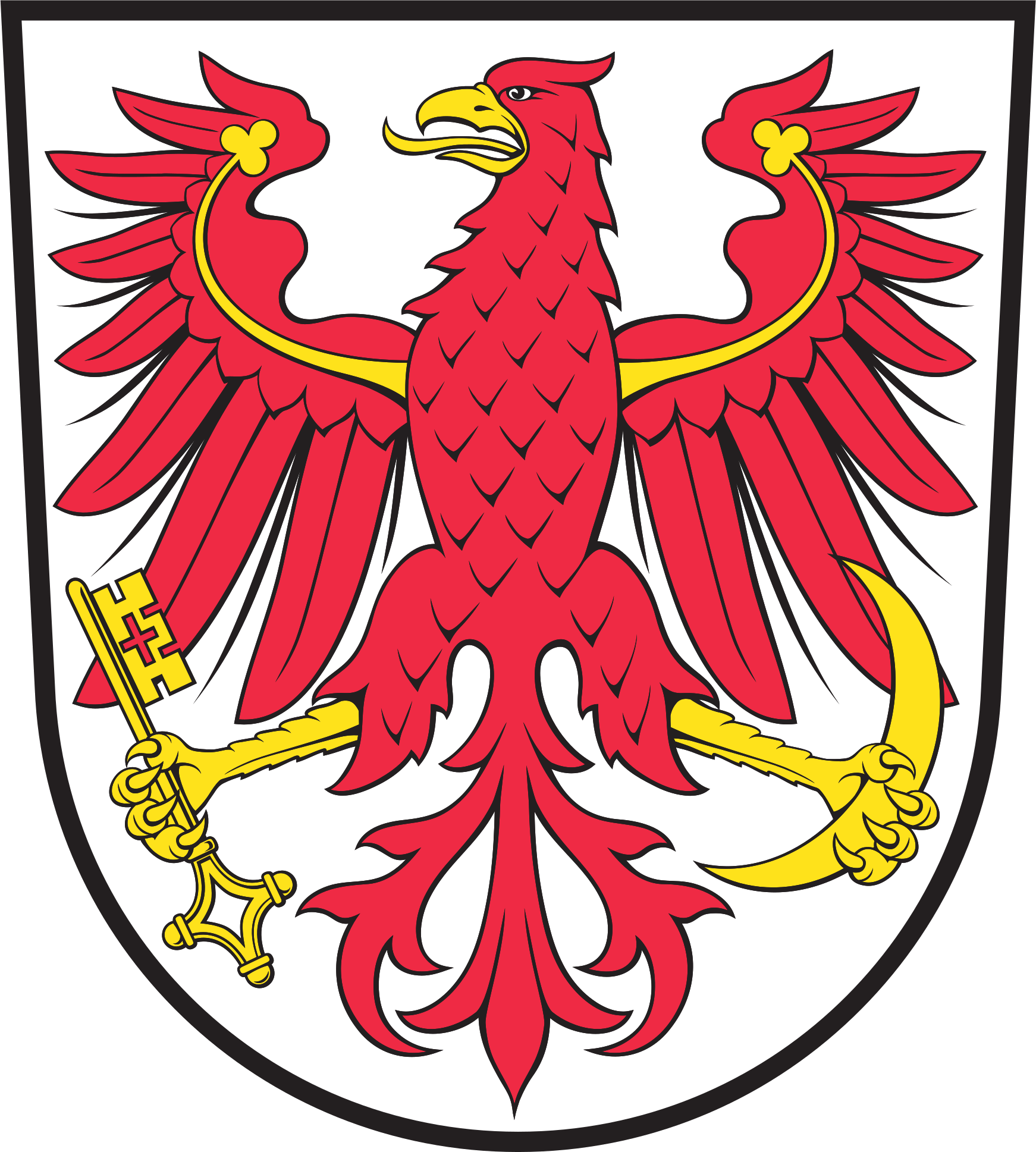
Beelitz
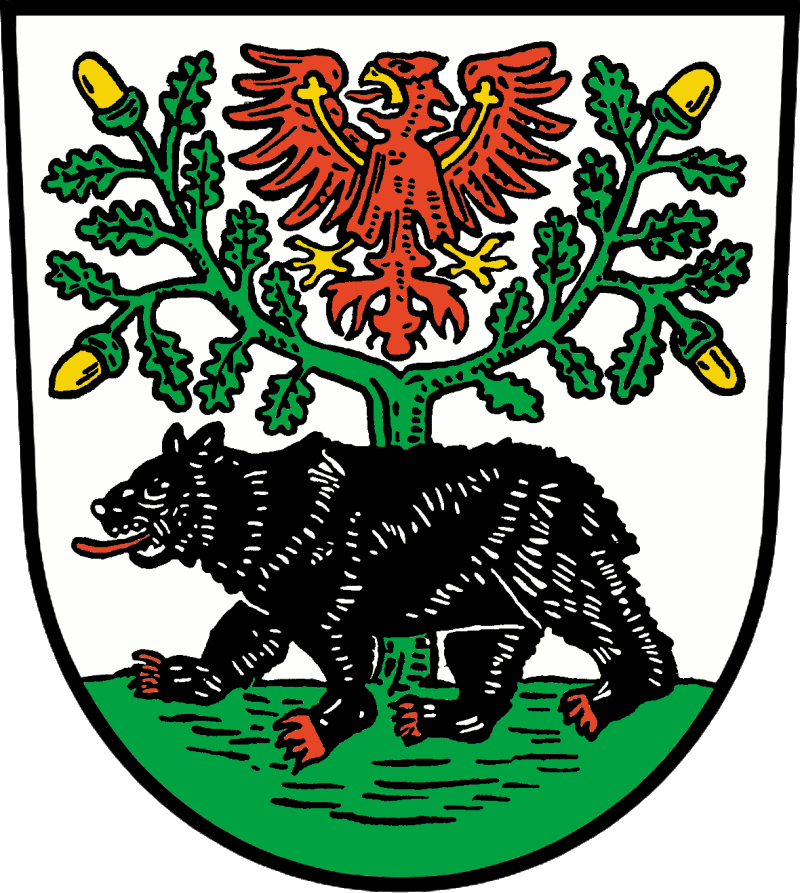
Bernau bei Berlin
Biesenthal
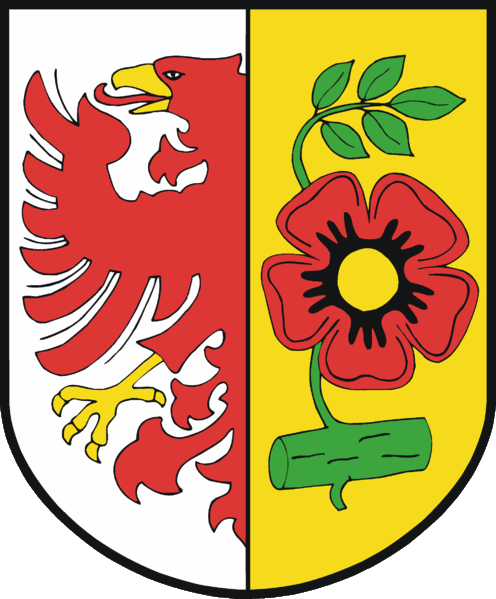
Bismark (Altmark)
Brandenburg an der Havel (Details)
Burg Stargard
Eberswalde
Erlangen
Frankfurt (Oder)
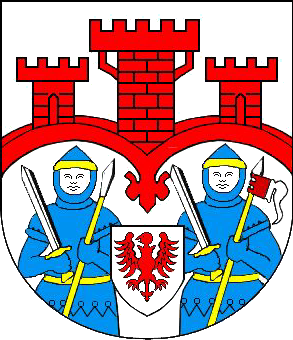
Friedland (Mecklenburg)
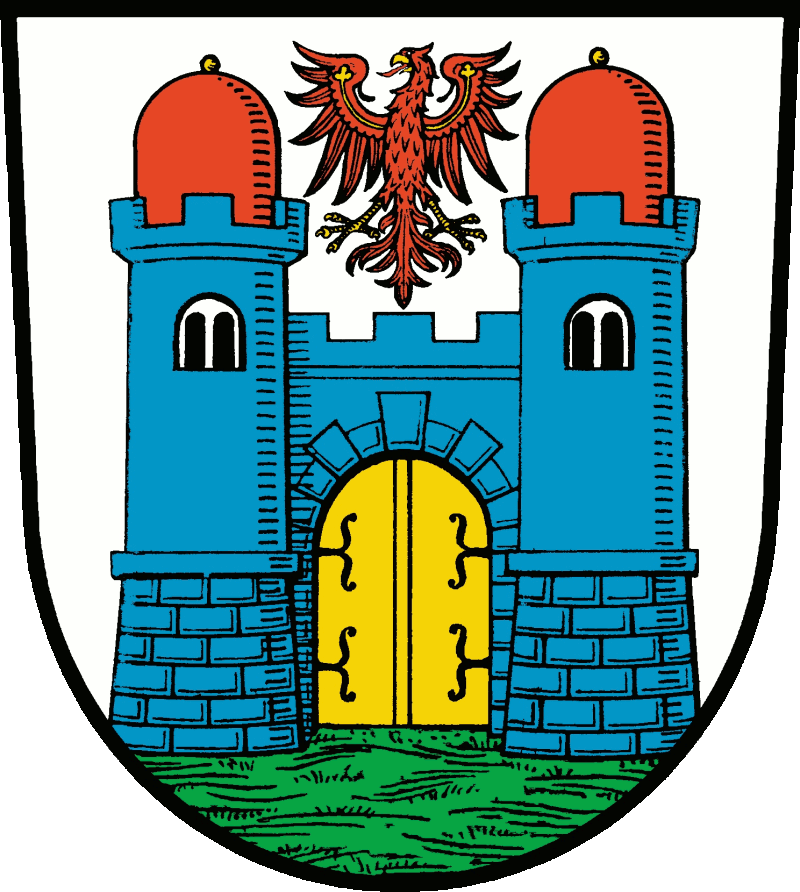
Friesack
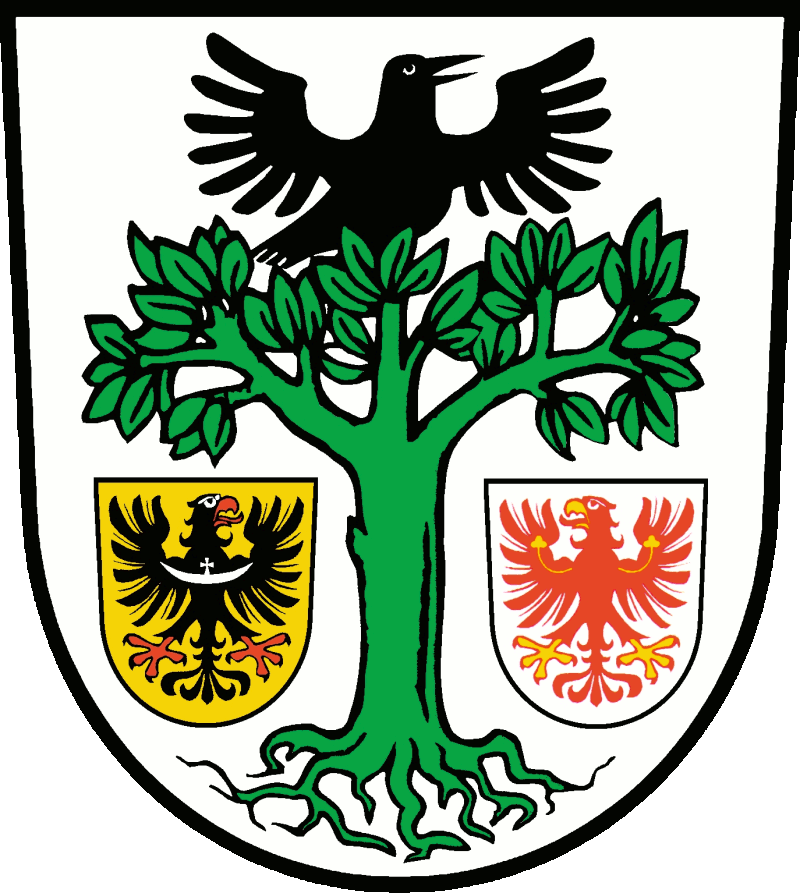
Fürstenwalde/Spree
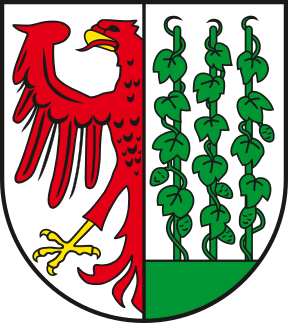
Gardelegen
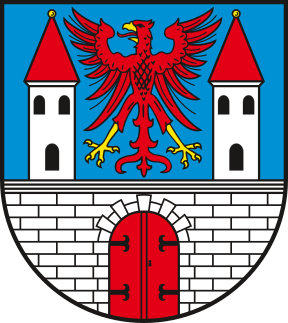
Havelberg
Helmbrechts
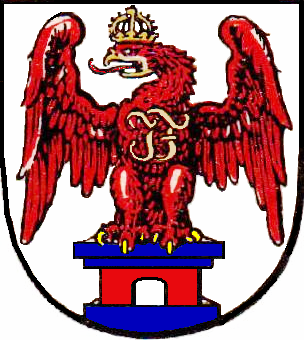
Joachimsthal
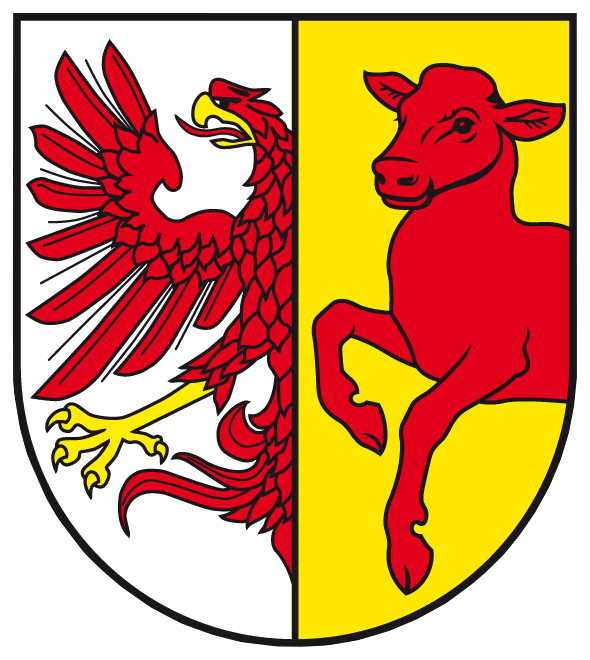
Kalbe (Milde)
Lenzen (Elbe)
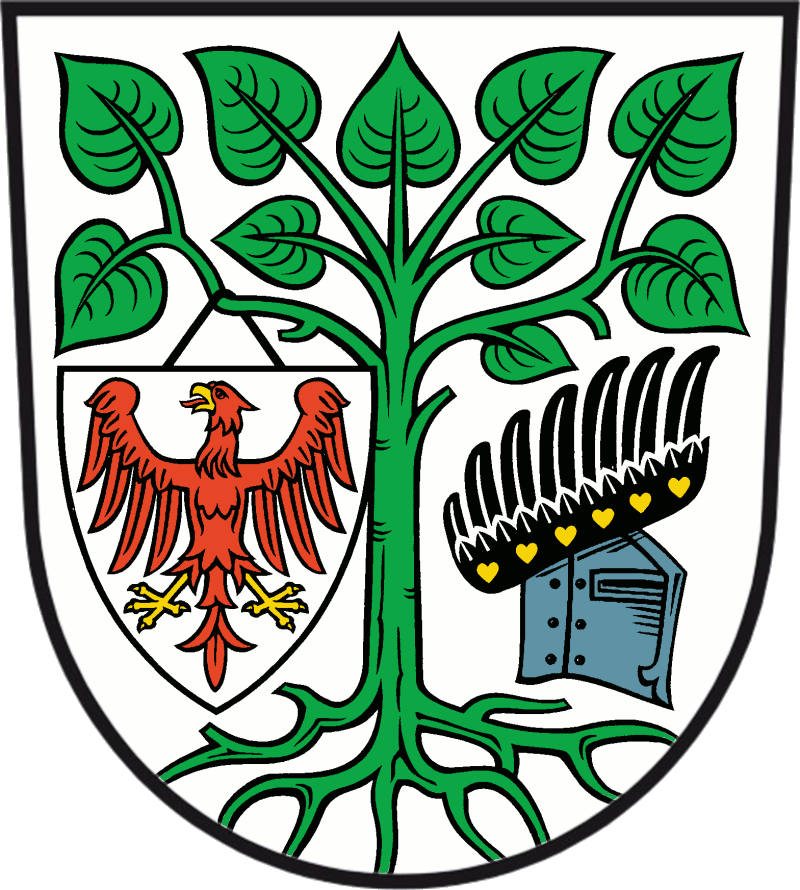
Liebenwalde
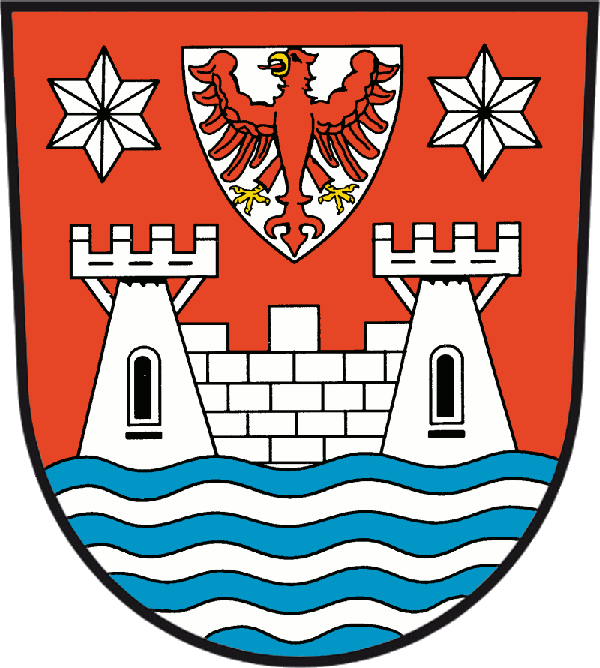
Lychen
Mittenwalde
Müllrose
Müncheberg
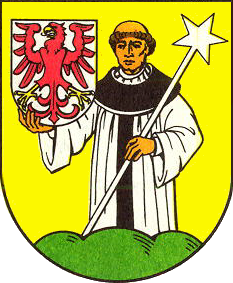
Müncheberg bis 2004
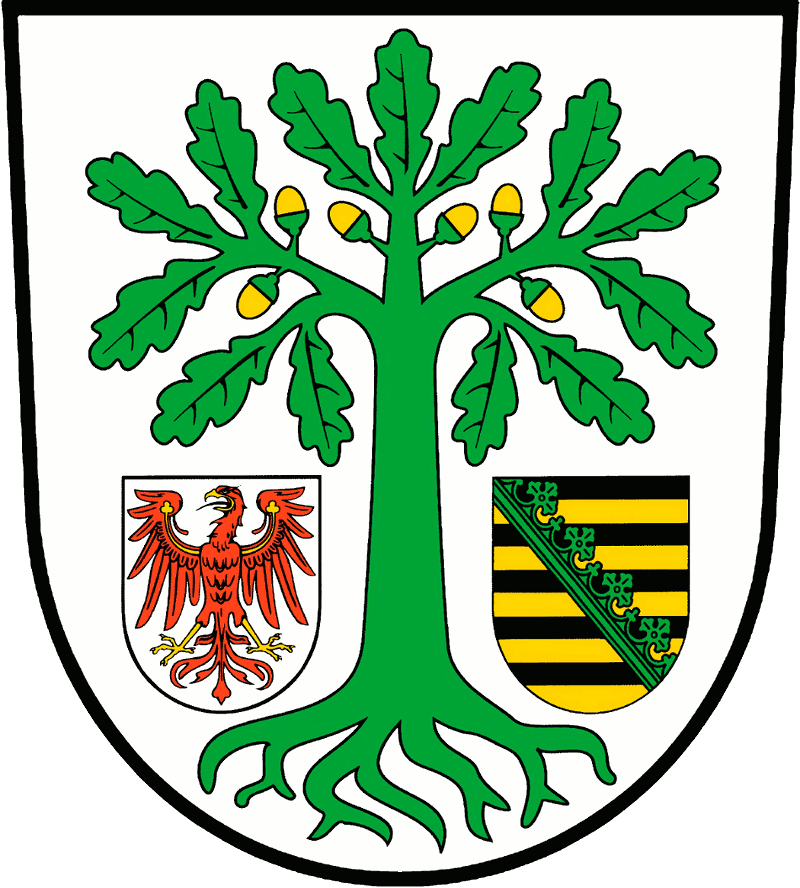
Niemegk
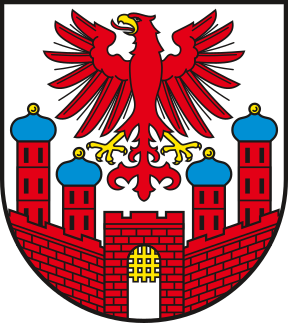
Osterburg (Altmark)
Pegnitz
Potsdam
Prenzlau
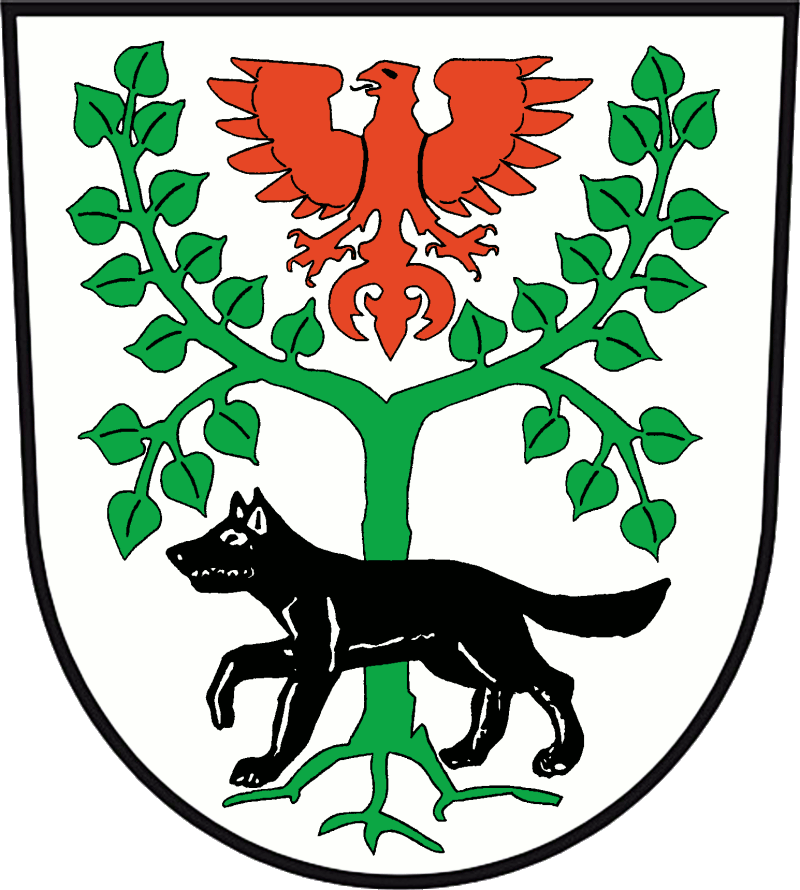
Pritzwalk
Rathenow
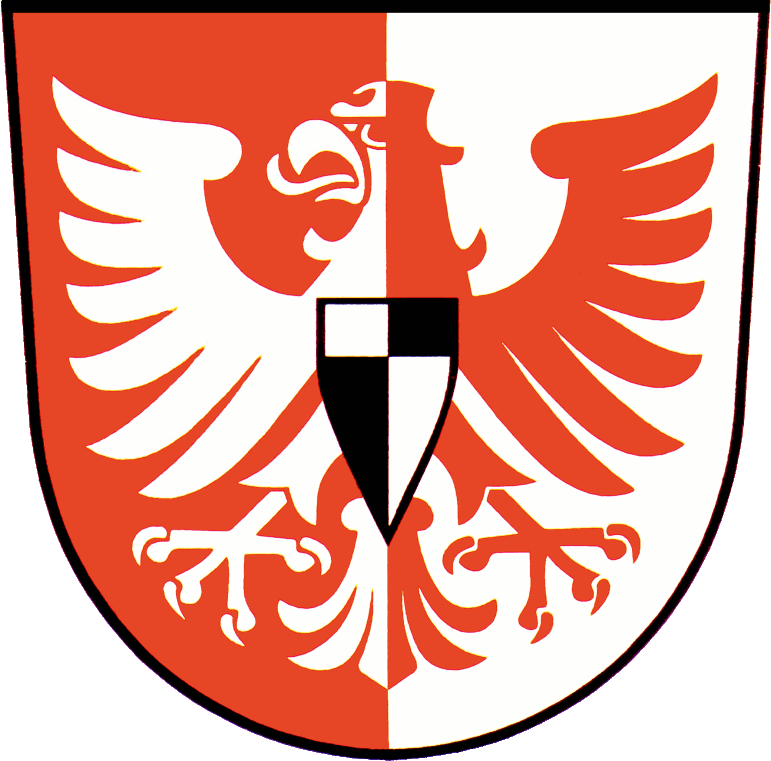
Rheinsberg
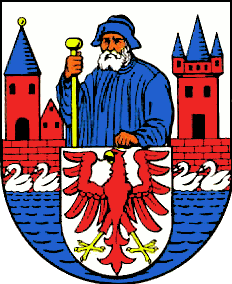
Rhinow
Salzwedel
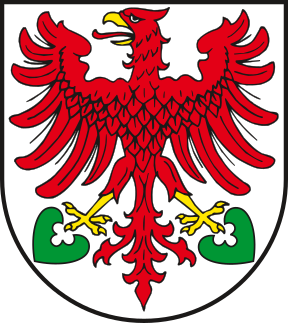
Seehausen (Altmark)
Stendal
Strasburg (Uckermark)
Strausberg
Tangerhütte
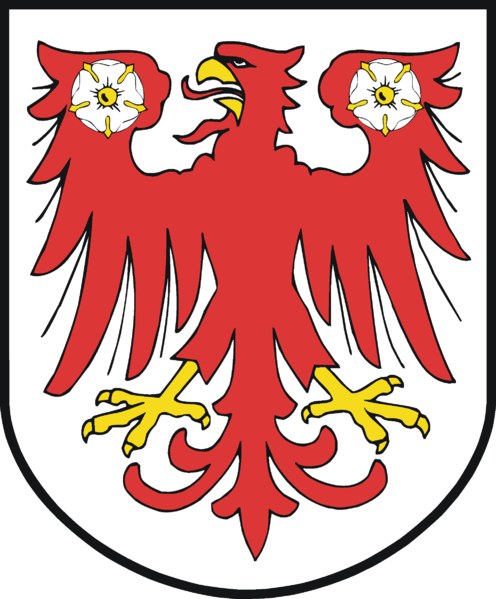
Tangermünde
Teltow
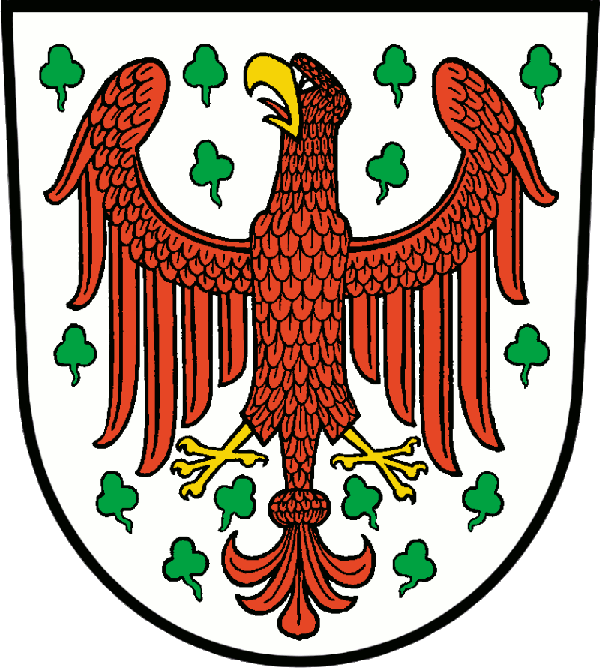
Templin
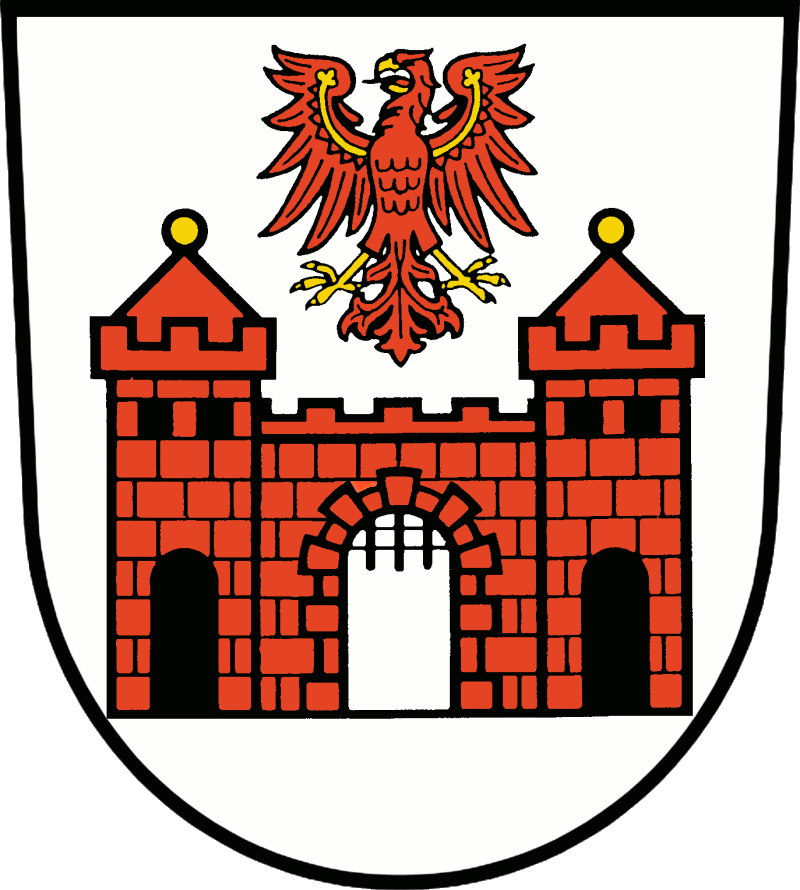
Treuenbrietzen
Werder (Havel)
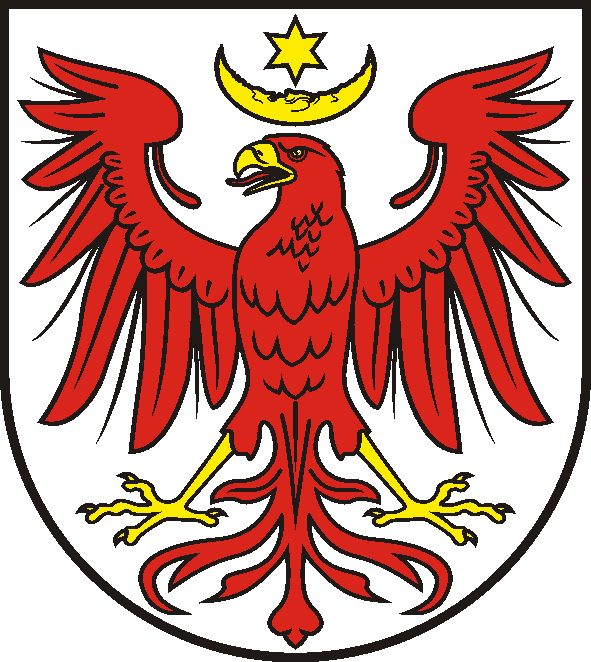
Werben (Elbe)
Wesenberg (Mecklenburg)
Wittenberge
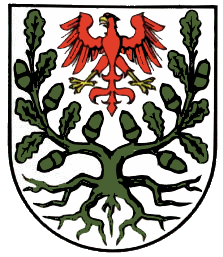
Woldegk
Wriezen
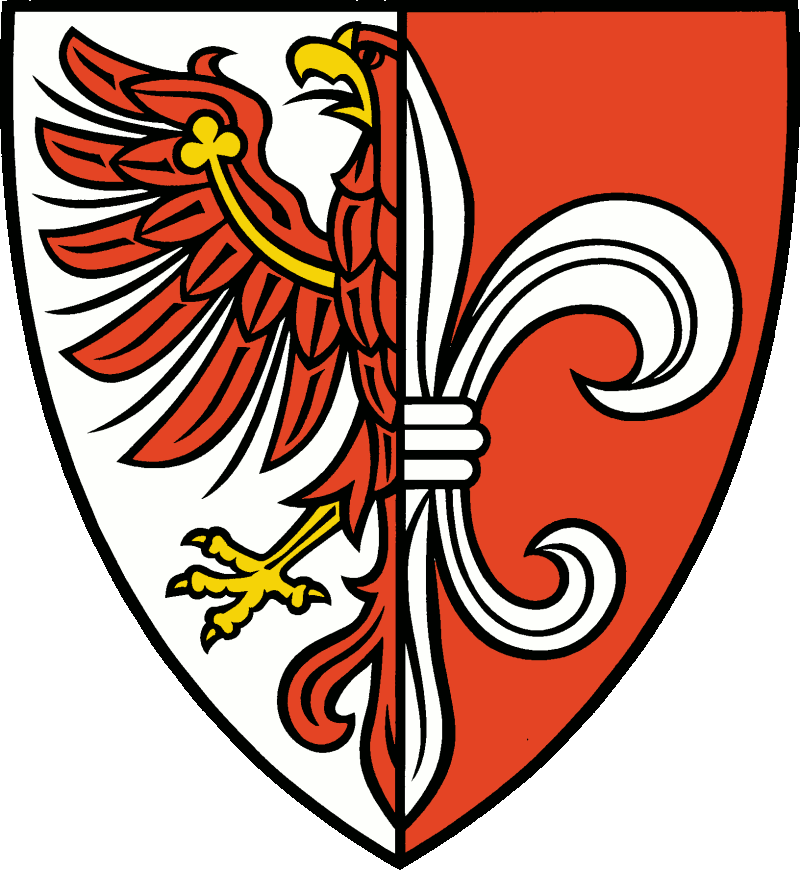
Zehdenick

## Gemeinden

Altmärkische Wische
Diespeck
Geroldsgrün
Geslau
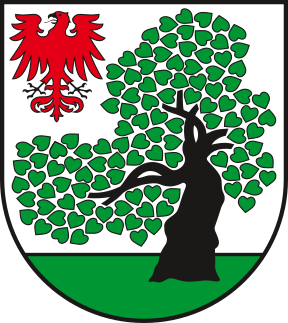
Jübar
Küstriner Vorland
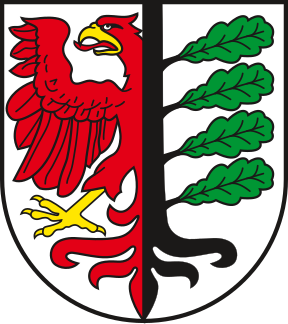
Meßdorf
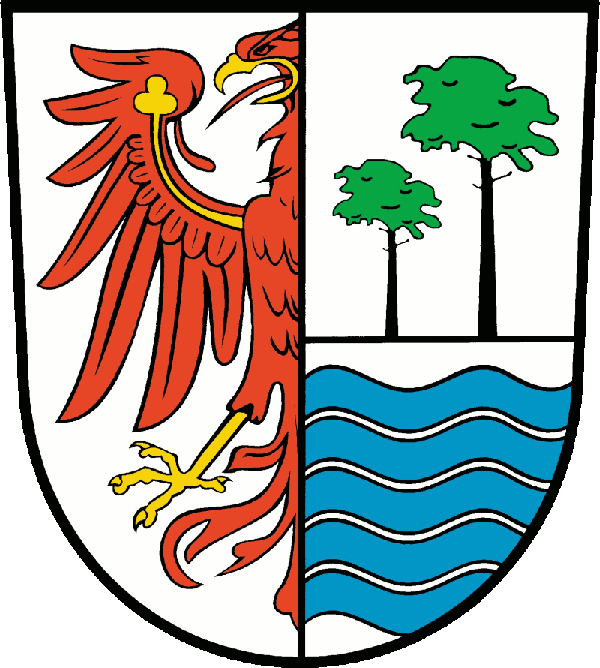
Michendorf
Münchsteinach
Oberkotzau
Pommelsbrunn
Schnabelwaid
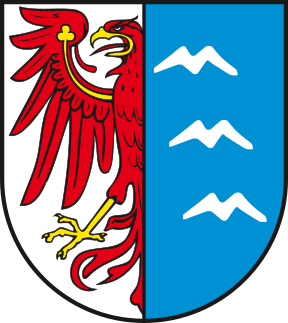
Schollene
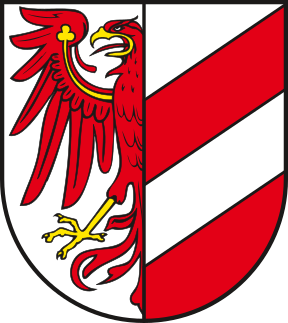
Stahnsdorf
Trebgast
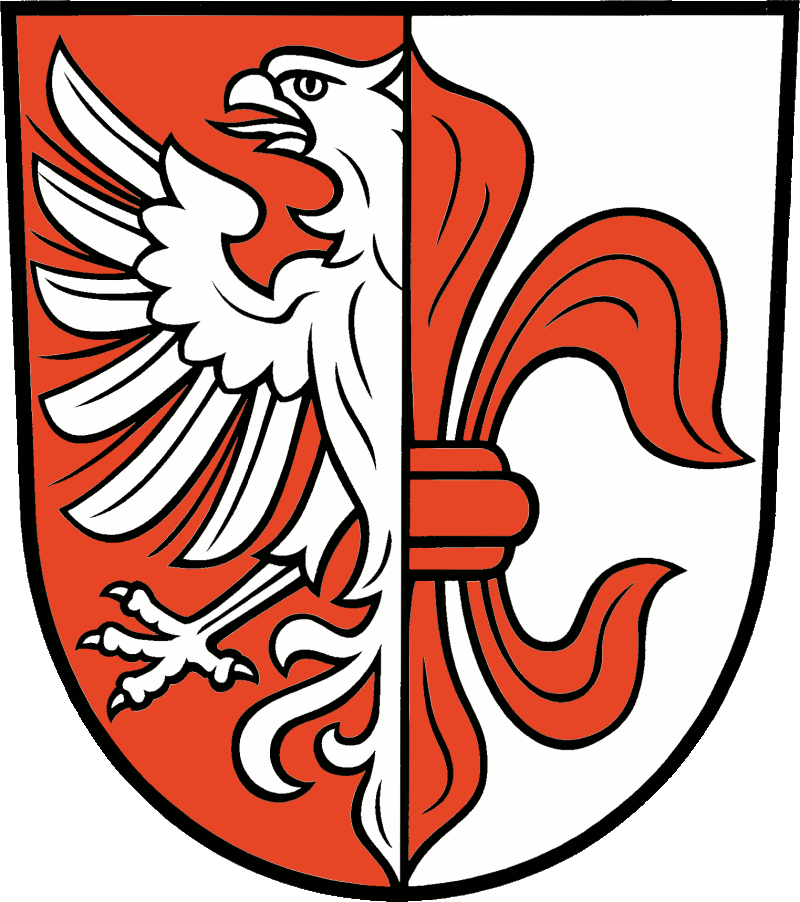
Wusterhausen/Dosse
Zorneding

## Bezirke Berlins

Neukölln
Spandau

## Städte in Polen

Barlinek Berlinchen
Cedynia Zehden
Choszczno Arnswalde
Drawsko Pomorskie Dramburg
Drezdenko Driesen
Gołdap Goldap
Gorzów Wielkopolski Landsberg (Warthe)
Ińsko Nörenberg
Kostrzyn nad Odrą Küstrin (Oder)
Moryń Mohrin
Myślibórz Soldin
Olecko Marggrabowa (Oletzko)/Treuburg
Ośno Lubuskie Drossen
Recz Reetz
Świdwin Schivelbein
Wądroże Wielkie Groß Wandriß, geteilt mit Preußenadler sowie fischgeschwänzten Einhörnern als Schildhalter

## Historische Siegel und Wappen mit dem märkischen Adler

### Provinz Brandenburg (Preußen)

Großes Wappen von Brandenburg
Mittleres Wappen von Brandenburg
Kleines Wappen von Brandenburg
Wappen von Brandenburg (nur Schild)